# Трізателес сірувата
Трізателес сірувата (Trisateles emortualis) — вид метеликів з родини еребід (Erebidae).

## Поширення
Вид поширений в більшій частині Європи, на схід до Сибіру, північного Ірану і Китаю.

## Опис
Метелик має розмах крил від 29 до 35 мм. Переднє крило блідо-вохристе, дрібно присипане коричневим; внутрішні і зовнішні лінії білувато-охристі, майже прямі; смужка такого ж кольору на кінці крила; заднє крило схоже, але без внутрішньої лінії.

## Спосіб життя
Міль літає з червня по липень залежно від місця розташування. Вид зимує як лялечка. Личинки живляться на дубі, буці, грабі та ожині. Личинки воліють зів'яле і опале листя.